# Carrhotus kamjeensis
Carrhotus kamjeensis là một loài nhện trong họ Salticidae.
Loài này thuộc chi Carrhotus. Carrhotus kamjeensis được Jastrzebski miêu tả năm 1999.